# Nicopolis (thème)
Pour les articles homonymes, voir Nicopolis.
IXe siècle – 1204
Entités précédentes :
- Thème de Céphalonie

Entités suivantes :
- Despotat d'Épire

Le thème de Nicopolis est le nom de la province byzantine recouvrant la Grèce occidentale et englobant l'Étolie-Acarnanie ainsi que le sud de l'Épire.

## Histoire
Comme la plupart de la région des Balkans, la région de l'Épire est envahie et colonisée par les tribus slaves au VIIe siècle. Peu de choses sont connues sur la région au cours des VIIe et IXe siècles mais au vu du grand nombre de toponymes slaves, il est certain que les Slaves ont largement colonisé la région. À l'inverse, les Byzantins gardent le contrôle des îles Ioniennes qui sont organisées au sein du thème de Céphalonie. Ce dernier sert de base comme réaffirmation du contrôle impérial et de fait, la région est relativement rapidement réhellénisée. 
L'origine du thème reste incertaine. Il est fondé lors de la deuxième moitié du IXe siècle, probablement après 886 lors du règne de l'empereur Léon VI le Sage (886-912). Les sources sigillographiques attestent que le thème existait auparavant en tant que district dirigé par un tourmarque au sein du thème du Péloponnèse, bien que Warren Treadgold suggère qu'il est une partie du thème de Céphalonie,. En dépit de son nom, la capitale du thème ne se situe pas à Nicopolis mais à Naupacte. Le thème est une base majeure pour les opérations byzantines au travers de l'Adriatique et dans le sud de l'Italie. Une population de marins mardaïtes y réside. Au cours des IXe et Xe siècles, le thème comprend une armée de 1 000 fantassins de marine.
Vers 930, la province est l'objet de raids avant d'être temporairement occupée par les Bulgares. Ces derniers, dirigés par le tsar Samuel Ier, reviennent vers 980 et s'emparent de la majeure partie de la région jusqu'au golfe Ambracique. Bien que la région est reconquise par l'empereur byzantin Basile II après une série de guerres difficiles, les évêchés locaux restent soumis à l'archevêché d'Ohrid, l'ancien patriarcat bulgare, après la soumission définitive de la Bulgarie en 1018. Basile II fonde aussi quelques petits thèmes comprenant souvent une simple forteresse et ses environs immédiats, à l'image de ceux de Koloneia et de Dryinoupolis dans ce qui est aujourd'hui la frontière gréco-albanaise. En 1040, à la suite du meurtre d'un fonctionnaire fiscal oppressif et corrompu, la majorité du thème rejoint la révolte de Petar Delyan. Selon Jean Skylitzès, les habitants de la région sont connus pour être prêts à se révolter pour des raisons fiscales,.
La région souffre des guerres byzantino-normandes de la fin du XIe siècle. Arta est assiégée sans succès et Ioannina est conquise par Robert Guiscard. Nicopolis survit comme thème jusqu'à la Quatrième croisade en 1204. Un chrysobulle de 1198 le mentionne aux côtés des thèmes de Dyrrachium et d'Ioannina. Il précise qu'il est par la suite subdivisé en districts fiscaux (episkepseis). À cette date, Arta semble être la capitale provinciale,.
Dans le Partitio Romaniae de 1204, Nicopolis et une grande partie de l'Épire sont promis à Venise mais les Vénitiens ne parviennent pas à y établir leur contrôle, à l'exception de Dyrrachium. Le noble grec Michel Comnène Doukas qui s'est marié avec la fille du gouverneur de Nicopolis se sert de cet avantage et en quelques années, il consolide son autorité d'abord en tant que vassal de Venise puis finalement comme dirigeant indépendant. Au moment de sa mort en 1214/1215, Michel a fondé une principauté puissante, le despotat d'Épire, dont l'ancien thème de Nicopolis forme le noyau.